# Duttaphrynus himalayanus
Duttaphrynus himalayanus е вид земноводно от семейство Крастави жаби (Bufonidae).

## Разпространение
Видът е разпространен в Индия, Китай, Непал и Пакистан.